# ASC Socogim
Der ASC Jeunesse Amicale Socogim ist ein mauretanischer Sportklub aus dem Stadtteil Socogim in der Hauptstadt Nouakchott.

## Geschichte
Der Klub wurde im Jahr 1948 gegründet.
Nach der Saison 2003 gelingt der Mannschaft der erste bekannte Aufstieg in die höchste Fußballliga des Landes. In der darauffolgenden Spielzeit platzierte man sich mit 27 Punkten auf dem neunten Platz und hielt somit die Klasse. Nach der Spielzeit 2005 reichte es mit 14 Punkten dann aber nur noch für den 13. Platz und so muss die Mannschaft wieder absteigen. Im Pokal gelingt aber der Finaleinzug, wo man dann jedoch gegen ASC Entente mit 1:2 unterliegt.
Zwar landet man darauf in der Saison 2005/06 in der Aufstiegsgruppe, jedoch gelingt hier kein einziger Punkt, womit es nicht wieder in die 1. Liga zurückging. Bis zur Saison 2010 stieg die Mannschaft dann sogar bis in die 3. Liga ab.